# غيوم ليفاسور دي بيوبلان
غيوم ليفاسور دي بيوبلان (بالفرنسية: Guillaume Levasseur de Beauplan أو Guillaume Levasseur, sieur de Beauplan)، (توفي 6 ديسمبر 1673) كان رسام خرائط ومهندسًا معماريًا فرنسيًا بولنديًا.

## المسيرة
خدم غيوم ليفاسور دي بيوبلان كقائد مدفعية لجيش تاج مملكة بولندا بين عامي 1630 و1647 أو 1648. تم إرساله إلى أوكرانيا حيث خدم في عامي 1637 و1638. استخدم مهاراته المعمارية أثناء أداء خدمته العسكرية. في 1639، شارك في إعادة بناء قلعة كوداك، كما بنى حصنًا في بار، وبعض المباني في كريمنشوك.

## روابط خرجية
- غيوم ليفاسور دي بيوبلان على موقع المحدد المعياري الدولي للأسماء
- غيوم ليفاسور دي بيوبلان في ويكيميديا كومنز